# Cèl·lula granulosa

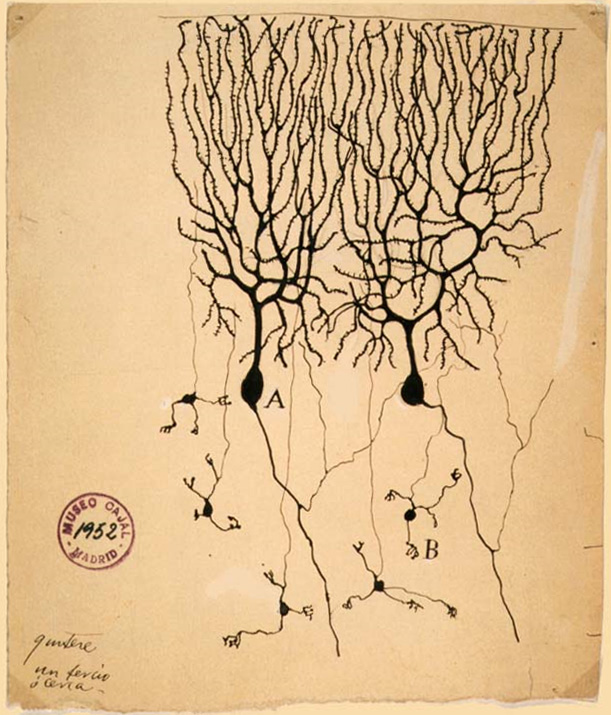
Dibuix de Cèl·lules de Purkinje (A) i cèl·lules granuloses (B) del cerebel d'un colom fet per Santiago Ramón y Cajal, 1899. Instituto Santiago Ramón y Cajal, Madrid, Espanya.

Les cèl·lules granuloses, cèl·lules granulars o grans són neurones situades a la capa granulosa, capa III, del cerebel. Presenten un soma petit del que surten unes poques dendrites que acaben en urpa. L'axó d'aquestes neurones arriba al límit de la capa molecular (capa I) i estableix sinapsis amb totes les dendrites que es troben en aquesta capa. Estableixen sinapsis de tipus excitador. L'axó de les cèl·lules granuloses presenta dues porcions:
- Vertical i ascendent: travessa la capa II i acaba en algun lloc de la capa I, aleshores es ramifica en dos.
- Horitzontal: a partir de la ramificació, els axons, corren paral·lels al plex i perpendiculars als arbres dendrítics.